# Ivaté
Ivaté est une municipalité brésilienne située dans l'État du Paraná.